# Historiografía clásica

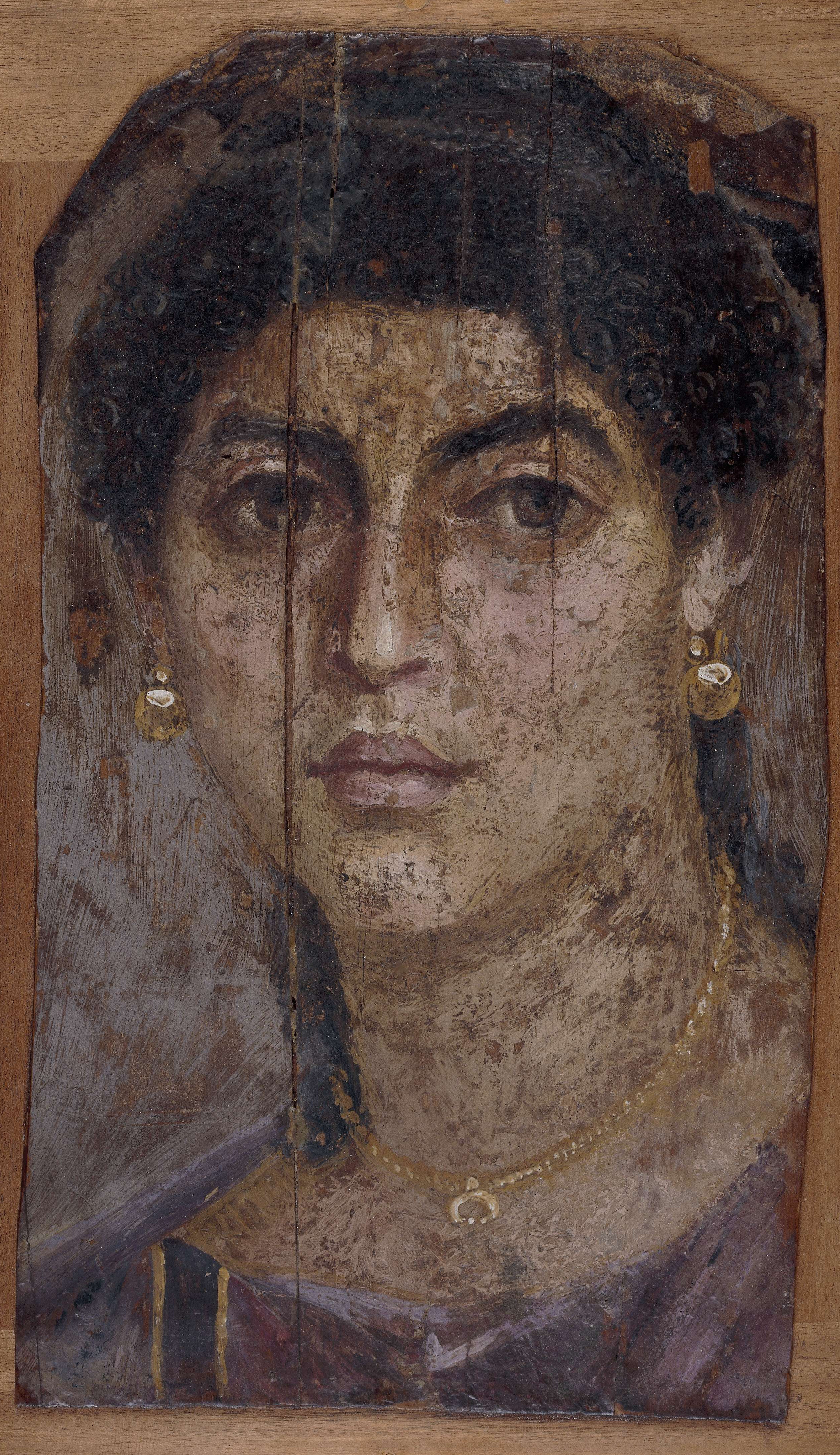
Retrato de una romana

La historiografía clásica es actualmente la disciplina que estudia la producción historiográfica de las culturas clásicas (Grecia y Roma). Se gestó como un género literario, como la comedia o la tragedia, pero poco a poco fue convirtiéndose en una ciencia.

## Origen

Primeros versos de la Ilíada

El tratamiento histórico aparece en Grecia en el siglo V, hasta entonces se seguía empleando el mito como explicación del pasado. Por ejemplo, en la Ilíada se describe la intervención divina en la guerra.
Antes de Heródoto en el siglo V a. C. existe una fase intermedia entre la fase mitológica y la historiográfica llamada fase de los logógrafos, en la que se empieza a dar una desmitologización en Grecia en la que los mitos son sustituidos por una cosmología que prescinde de ellos. De esta forma, también cambia la forma de ver el pasado. Los logógrafos prescinden del mito para hablar del pasado, lo cual no implica que se trate de historia dado que no investigan la verdad del pasado, simplemente se limitan a recoger información de  relatos previos, sin verificaciones de los datos. De esta etapa destaca Hecateo de Mileto.

## Rasgos generales
- El tema en casi todas las obras es la guerra, salpicado con anécdotas políticas.
- Los lectores son fundamentalmente personas poderosas, militares y políticos, y la funcionalidad de estos libros es la de aportarles repertorios de recursos que puedan utilizar tanto en el campo de batalla (Polieno tiene un libro de historia titulado Estratagemas, sobre planteamientos de batallas) como en el foro, a fin de mejorar los discursos (como el libro de Valerio Máximo, que escribe Hechos y dichos memorables).
- Se trata de una historiografía humanista, en la que todo se explica por acción humana sin instancias extrahumanas o divinas. A excepción de Polibio, que no explica de forma humanista sino estructuralista.

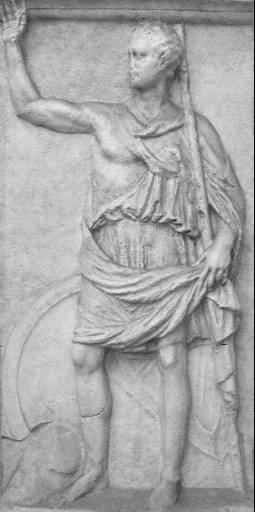
Polibio

- Es sustancialista; es decir, formada por cosas que no cambian: Roma es sustancia, está por encima de todo y no puede ser alterada.
- La historiografía se entiende como un género literario, al igual que la comedia o que la tragedia.
- La Historia no es una profesión hasta el siglo XIX. Hasta entonces quienes escriben historia no son historiadores, son gente poderosa como políticos y militares.
- Se trata de historia contemporánea, basándose en testigos de acontecimientos de un pasado próximo o del presente; ya que de una etapa muy anterior no se tienen datos que se puedan corroborar.

## Historiadores clásicos

### Grecia
- Heródoto: Su nacimiento se sitúa en el 480 a. C. en Halicarnaso, que se encontraba en la Jonia griega, lugar donde también surgió la filosofía. A Heródoto se le conoce como el padre de la Historia, porque es el primero que crea este género.
- Tucídides: ateniense, y su nacimiento se sitúa en el 460 a. C., y respecto a la historia de Heródoto hace una serie de innovaciones.
- Jenofonte: historiador, militar y filósofo griego, conocido por sus escritos sobre la cultura e historia de Grecia.
- Polibio (n. 200 a. C.): fue un historiador griego que vivió en Roma durante 16 años retenido como rehén. Es uno de los historiadores más importantes porque es el primero que escribió una historia universal, no sólo de unos pueblos, sino de todos los pueblos mediterráneos. Aparte de esto es el historiador que más escribió sobre la historia, es el que hizo más Teoría de la Historia.
- Diodoro Sículo o de Sicilia: historiador griego del siglo I a. C., nacido en Agirio, en la provincia romana de Sicilia. La inmensa obra de Diodoro no se ha conservado intacta: tenemos los cinco primeros libros y los numerados del X al XX. El resto sólo nos ha llegado en fragmentos preservados en Focio y los resúmenes de Constantino Porfirogénito.
- Plutarco: (h. 50 o 46 - id., h. 120) fue un historiador, biógrafo y ensayista griego. Su trabajo más conocido son las Vidas Paralelas, una serie de biografías de griegos y romanos famosos, elaborada en forma de parejas con el fin de comparar sus virtudes y defectos comunes.
- Estrabón: fue un geógrafo e historiador griego nacido en Amasia, ciudad del Pontos (la actual Amasía, en Turquía) en el año 63 a. C. De él se conservan únicamente algunos fragmentos de su trabajo histórico, sus Memorias históricas, en 43 libros, complemento de la historia del griego Polibio. En cambio sí se recoge casi por completo su magna obra Geographiká (Geografía).

### Roma

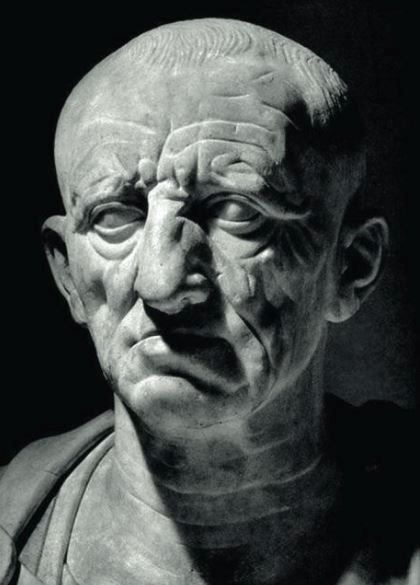
Marco Porcio Caton Major

- Catón el Viejo: político, escritor y militar romano apodado El Censor. Fue un historiador, el primer escritor en prosa latina de importancia, y el primer autor de una íntegra historia de Italia en latín.
- Cayo Salustio Crispo: más conocido como Salustio (86 a. C. - 34 a. C.) fue un historiador romano. Sus relatos de la llamada Conjuración de Catilina (De Catilinae coniuratione o Bellum Catilinae) y de la Guerra de Yugurta (Bellum Jugurthinum), han llegado hasta nosotros completos, junto a fragmentos de sus mayor y más importante trabajo, Historiae, una historia de Roma desde el 78 a. C. al 67 a. C., que pretende ser una continuación del trabajo de Lucio Cornelio Sisena.
- Cayo Julio César: (Roma, 13 de julio, 101 a. C. – 15 de marzo, 44 a. C.), fue un líder militar y político de la etapa final de la República de Roma. Sus trabajos incluyen: De Bello Gallico (Comentarios sobre las campañas de la Galia) y De bello Civili (Comentarios sobre su rechazo a obedecer al Senado romano y sobre la guerra civil).
- Tito Livio: (Patavium, hoy Padua, actual Italia, (59 a. C. - 17) fue un famoso historiador romano. Los libros que han llegado hasta nosotros contienen la historia de los primeros siglos de Roma, desde la fundación hasta 292 a. C., el relato de la segunda guerra púnica y de la conquista por los romanos de Galia cisalpina, de Grecia, de Macedonia y de parte de Asia Menor.
- Plinio el Viejo: historiador del s I d. C. Lamentablemente, de su obra sólo se ha conservado la Historia Natural (Naturalis Historia) en 37 libros, fruto de la información recogida de más de 2.000 libros.
- Cornelio Tácito: (c. 55 – 120) fue un historiador, senador, cónsul y gobernador del Imperio romano. Su dedicación a la historia en la madurez, después de la culminación de una importante carrera política, así como el hecho de que su ideología política esté en el fundamento de su obra, lo aproximan al perfil de algunos historiadores republicanos (como César, Salustio).
- Suetonio: (h. 69 - 140), historiador y biógrafo romano de la época del emperador romano Trajano. De su obra cabe decir que fue extensa y que escribió tanto en lengua latina como en griega, pero, por desgracia, de toda su producción tan sólo se han conservado dos obras, y éstas sólo de forma fragmentaria: Las vidas de los doce césares (De vitas Caesarum) y el De grammaticis et rhetoribus.